# 2008年の出版
2008年の出版（2008ねんのしゅっぱん）は、2008年の出版に関するできごとについてまとめた記事である。

## 1月
- 1月28日 - 女性誌『NIKITA』（主婦と生活社）休刊（最終号は2008年3月号）。

## 2月
- 2月26日 - 少年コミック誌『月刊電撃コミックガオ』（メディアワークス）休刊（最終号は2008年4月号）。

## 3月
- 3月12日 - 女性誌『HERS』（光文社）創刊。
- 3月22日 - 女性誌『日経ヘルス プルミエ』（日経BP社）創刊。
- 3月28日 - 地域情報誌『神戸ウォーカー』（角川クロスメディア）休刊（最終号は2008年5月号）。

## 4月
- 4月1日 - メディアワークスとアスキーが合併し、アスキー・メディアワークスに社名変更。
- 4月4日 - 少年コミック誌『月刊少年ライバル』（講談社）創刊。
- 4月12日 - 『猫の手帖』（猫の手帖社）休刊（最終号は2008年5月号）。
- 4月20日 - Jamais Jamais著『A型自分の説明書』（文芸社）発売（100万部突破）。
- 4月26日 - ライトオピニオン誌『m9』（晋遊舎）創刊。
- 4月28日 - 女性コミック誌『マリカ』（扶桑社）創刊。

## 5月
- 5月2日 - 女性誌『主婦の友』（主婦の友社）休刊（最終号は2008年6月号）。
- 5月20日 - ライトノベル系の「一迅社文庫」（一迅社）創刊。
- 5月24日 - パソコンゲーム雑誌『ログイン』（エンターブレイン）休刊（最終号は2008年7月号）。

## 7月
- 7月19日 - ライトノベル・少女小説系の「一迅社文庫アイリス」（一迅社）創刊。
- 7月23日 - J・K・ローリング著・松岡佑子訳『ハリー・ポッターと死の秘宝』（静山社）発売（100万部突破）。
- 7月31日 - 青年コミック誌『週刊ヤングサンデー』（小学館）休刊。
- 講談社のトラック主体の自動車雑誌『フルロード』を創刊。

## 8月
- 8月1日 - Jamais Jamais著『O型自分の説明書』（文芸社）発売（100万部突破）。
- 8月23日 - 女性コミック誌『Judy』（小学館）休刊（最終号は2008年10月号）。
- 8月26日 - ライトオピニオン誌『m9』（晋遊舎）、創刊から3号で休刊。

## 9月
- 9月1日 - 月刊誌『論座』（朝日新聞出版）休刊（最終号は2008年10月号）。
- 9月13日 - 男性誌『KING』（講談社）休刊（最終号は2008年10月号）。
- 9月28日 - 女性誌『style』（講談社）休刊（最終号は2008年11月号）。

## 10月
- 10月28日 - 女性コミック誌『マリカ』（扶桑社）休刊（最終号は2008年12月号）、創刊から6か月で休刊。
- 10月31日 - 夕刊紙『名古屋タイムズ』（名古屋タイムズ社）休刊。

## 11月
- 11月20日 - 『REAL SIMPLE JAPAN』（日経BP）休刊（最終号は2009年1月号）。
- 11月21日 - 映画雑誌『ROADSHOW』（集英社）休刊（最終号は2009年1月号）。
- 11月25日 - 男性誌『月刊プレイボーイ』（集英社）休刊（最終号は2009年1月号）。

## 12月
- 12月1日 - 週刊誌『読売ウイークリー』（読売新聞東京本社）休刊（最終号は2008年12月14日号）。
- 12月1日 - 月刊誌『月刊現代』（講談社）休刊（最終号は2009年1月号）。
- 12月6日 - 月刊誌『ラピタ』（小学館）休刊（最終号は2009年1月号）。
- 12月25日 - 情報誌『Lmagazine』（京阪神エルマガジン社）休刊（最終号は2009年2月号）。
- 12月26日 - バス情報誌『バスグラフィック』（ネコ・パブリッシング）創刊

* 特記した場合を除き、創刊、休刊・廃刊、復刊の日付は、それぞれ創刊号、最終号、復刊号の発売日である。